# Scherma in carrozzina ai I Giochi paralimpici estivi
Per la scherma in carrozzina ai Giochi paralimpici estivi di Roma 1960 furono disputate 3 gare (2 maschili ed 1 femminile).

## Medagliere
In questa prima edizione dei Giochi paralimpici l'Italia ha monopolizzato il podio delle tre gare disputate
| Pos.   | Nazione |   |   |   | Totale |
| ------ | ------- | - | - | - | ------ |
| 1      | Italia  | 3 | 3 | 3 | 9      |
| Totale | Totale  | 3 | 3 | 3 | 9      |

## Risultati
| Competizione                   | Oro                              | Argento                          | Bronzo                          |
| ------------------------------ | -------------------------------- | -------------------------------- | ------------------------------- |
| Spada individuale maschile     | Aurelio Tedone                   | Franco Rossi                     | Giovanni Ferraris               |
| Spada a squadre maschile       | Aurelio Tedone Giovanni Ferraris | Ottavio Moscone Aroldo Ruschioni | Giovanni Berghella Franco Rossi |
| Fioretto individuale femminile | Anna Maria Toso                  | Maria Scutti                     | Anna Maria Galimberti           |
| Totale                         | 3                                | 3                                | 3                               |